# クリスタ・ヴォルフ
クリスタ・ヴォルフ（Christa Wolf、1929年3月18日 - 2011年12月1日）は、ドイツの小説家。

## 人物
1929年、プロイセン州のランツベルク・アン・デア・ヴァルテ（現在のポーランド領ゴジュフ・ヴィエルコポルスキ）に生まれる。第二次世界大戦におけるドイツの敗戦にともない、同市のドイツ系住民はオーデル川以西へ強制的な移住を余儀なくされ、ヴォルフの家族もソ連占領地域のメクレンブルクへと移住した。
大学でドイツ文学を学んだ後、1961年に作家デビュー。1963年、ベルリンの壁建設によって別れ別れになった恋人を描く『引き裂かれた空』が大きな反響を呼び、東ドイツを代表する作家と目される。ドイツ社会主義統一党に入党し政治にも積極的に関わるが、次第に社会主義への失望を表明するようになり反体制作家と見なされるようになった。
作品は西ドイツでも高い評価を受けたが、東西ドイツ統一には反対の立場を取り、秘密警察の監視を受けた体験を綴った『残るものは何か？』（1990年）で大いに議論を呼ぶ。 
2011年12月1日、長期の闘病の末にベルリンにて死去。82歳没。

## 著作

### 日本語訳
- 引き裂かれた空（集英社）
- クリスタ・Tの追想（河出書房）
- メディア-さまざまな声（同学社）2005.12　保坂一夫訳
- カッサンドラ (池澤夏樹=個人編集 世界文学全集 2-2)
- クリスタ・ヴォルフ選集 全7巻（恒文社）保坂一夫訳
  - チェルノブイリ原発事故  1997.8
  - 残るものは何か?  1997.7
  - 夏の日の出来事  1997.11
  - どこにも居場所はない 1997.10
  - 作家の立場 恒文社 　1998.4
  - ギリシアへの旅　　
  - 幼年期の構図